# Atarba iyouta
Atarba iyouta är en tvåvingeart som beskrevs av Günther Theischinger 1994. Atarba iyouta ingår i släktet Atarba och familjen småharkrankar. Inga underarter finns listade i Catalogue of Life.